# Boussières-sur-Sambre
 Boussières-sur-Sambre  es una población y comuna francesa, en la región de Norte-Paso de Calais, departamento de Norte, en el distrito de Avesnes-sur-Helpe y cantón de Hautmont.

## Demografía
| 432 | 428 | 412 | 449 | 423 | 429 |
| Para los censos de 1962 a 1999 la población legal corresponde a la población sin duplicidades (Fuente: INSEE [Consultar]) |     |     |     |     |     |